# Montorna
Montorna is een bestuurslaag in het regentschap Sumenep van de provincie Oost-Java, Indonesië. Montorna telt 5121 inwoners (volkstelling 2010).